# マイク・ボルシンガー
マイケル・ピーター・ボルシンガー（Michael Peter Bolsinger, 1988年1月29日 - ）は、アメリカ合衆国テキサス州コリン郡マッキニー出身の元プロ野球選手（投手）。右投右打。
愛称はアイク（AKE）。

## 経歴

### プロ入り前
2006年のMLBドラフト34巡目（全体1031位）でクリーブランド・インディアンスから指名されたが、この時は契約せずにアーカンソー大学へ進学した。
2009年のMLBドラフト33巡目（全体993位）でオークランド・アスレチックスから指名されたが、この時も契約には至らなかった。

### プロ入りとダイヤモンドバックス時代
2010年のMLBドラフト15巡目（全体451位）でアリゾナ・ダイヤモンドバックスから指名され、プロ入り。契約後、傘下のA-級ヤキマ・ベアーズでプロデビュー。6試合に登板して1勝0敗、防御率1.69、6奪三振を記録した。
2011年はA級サウスベンド・シルバーホークスで開幕を迎え、32試合（先発13試合）に登板して6勝6敗、防御率2.66、91奪三振を記録した。9月にAAA級リノ・エーシズへ昇格。1試合に登板した。
2012年はA+級バイセイリア・ローハイドでプレーし、7試合に先発登板して3勝2敗、防御率2.37、49奪三振を記録した。5月にAA級モービル・ベイベアーズへ昇格。15試合に先発登板して4勝3敗、防御率3.82、64奪三振を記録した。
2013年はまずAA級モービルでプレーし、9試合（先発6試合）に登板して4勝0敗、防御率2.51、15奪三振を記録した。6月にAAA級リノへ昇格し、17試合に先発登板して7勝7敗、防御率4.72、39奪三振を記録した。
2014年はAAA級リノで開幕を迎え、2試合に登板。2勝0敗、防御率1.42と結果を残し、4月14日にダイヤモンドバックスとメジャー契約を結んだ。同日のニューヨーク・メッツ戦でメジャーデビュー。1点ビハインドの5回表から登板し、3回を投げ6安打2失点2四球3奪三振だった。この年メジャーでは10試合（先発9試合）に登板して1勝6敗、防御率5.50、48奪三振を記録した。オフの11月20日にDFAとなった。

### ドジャース時代
2014年11月22日に金銭トレードで、ロサンゼルス・ドジャースへ移籍した。
2015年は開幕を傘下のAAA級オクラホマシティ・ドジャースで迎えた。4月23日にメジャー昇格し、同日のサンフランシスコ・ジャイアンツ戦で先発して5.2回を1失点に抑える好投を見せた。4月24日にマイナー落ちしたが、5月12日に再昇格してからは先発ローテーションに定着した。ローテーション定着後は好投し、7月末の時点で防御率2.83をマークしていたが、トレードで加入した選手とのロースターとの兼ね合いでマイナー降格となった。このマイナー降格に不満を持ったボルシンガーの父が「ドジャースは死んだ」とツイートしたため、物議を醸した。通年成績は、21試合全てに先発登板して6勝6敗、防御率3.62、98奪三振というものだった。
2016年は先発で6試合に投げたが、1勝4敗、防御率6.83、25奪三振と打ち込まれた。

### ブルージェイズ時代
2016年8月1日にジェシー・チャベスとのトレードで、トロント・ブルージェイズへ移籍した。ブルージェイズ加入後は、レギュラーシーズンでは登板機会が無かった。マイナーでは傘下のAAA級バッファロー・バイソンズでプレーし、6試合に先発登板して1勝4敗、防御率6.04、27奪三振を記録した。
2017年4月1日にDFAとなり、6日に40人枠を外れる形でAAA級バッファローへ配属された。5月9日にメジャー契約を結んでアクティブ・ロースター入りした。昇格後は5試合に先発登板したが、0勝2敗・防御率5.61と振るわず、6月1日にDFAとなり、7日に40人枠を外れる形でAAA級バッファローへ配属された。7月3日に再びメジャー契約を結び、アクティブ・ロースター入りした。8月5日にこの年3回目のDFAとなった、9日に40人枠を外れる形でAAA級バッファローへ配属された。10月2日にFAとなった。

### ロッテ時代
2017年12月13日、千葉ロッテマリーンズが契約を発表した。
2018年はオープン戦こそ振るわなかったものの、前半戦は13試合中10試合でQSを達成するなどリーグトップとなる11勝を上げて、オールスターゲームにも監督推薦で選出された。7月21日の対オリックス・バファローズ戦では外国人投手最多タイとなる11連勝を記録。その功績から一部では「ボル神ガー」と呼ばれるようになり、球団からボル神ガーTシャツやボル神ガータオルなども販売されるようになった。しかし、8月19日の東北楽天ゴールデンイーグルス戦中に右手の異常を訴え緊急降板し、21日に登録抹消。翌月に再昇格するも本調子には程遠く、打ち込まれる試合が続いた。「体のケアが最優先」という首脳陣の考えから9月8日の登板を最後に再抹消、以降二軍戦でも登板はなかった。ただ最高勝率の条件である13勝には達しており、13勝2敗の好成績で最高勝率のタイトルを獲得。翌年1月9日に契約の延長が発表された。
2019年は四球や被本塁打が激増し、昨シーズンとは程遠い登板が続いた。9月20日のオリックス戦では先発として登板。1回表に味方が4点を先制するがその裏に4失点したところで、「次の回はいけない」と自ら降板を志願。肉体的なアクシデントではなかったため、中継ぎも準備しておらず、ブルペンでの投球練習をほとんどしないまま急遽登板した大谷智久が失点し敗戦投手となった。チームはクライマックスシリーズ争いをしており、大事な一戦だったことから試合後のインタビューで井口資仁監督は「本人に聞いて下さい」と厳しい口調で話した。結局この試合がボルシンガーのマリーンズでの最後の登板となった。オフの11月30日に球団からブランドン・マン、ジョシュ・レイビン、ケニス・バルガスと共に契約不更新通告を受け、退団が決まった。

### ロッテ退団後
2020年2月10日にサイン盗みが判明したヒューストン・アストロズを提訴した。2017年にワールドシリーズ優勝でのタイトル獲得で得たボーナス3,100万ドルを返上し、ロサンゼルスに住む子供達のための慈善活動や、経済援助が必要な引退選手への支援に充てることを求めたが、2021年3月16日にロサンゼルスの裁判所が証拠不十分と判断して破棄されたことが報じられた。
2021年3月16日に独立リーグであるアトランティックリーグのロングアイランド・ダックスと契約を結んだ。シーズン成績は15試合の登板で1勝4敗、防御率5.31で、シーズン終了後にFAとなり、現役を引退した。

### 現役引退後
現役引退後の2022年より、ミルサップス大学でコーチを務める。

## 投球スタイル
Brooksbaseball.net版ピッチタイプ
| 球種           | 投球割合 | 平均球速 mph (kph) | 水平変化 in (cm) | 垂直変化 in (cm) |
| -------------- | -------- | ------------------ | ---------------- | ---------------- |
| カットボール   | 48 %     | 89 (144)           | 0 (0)            | 9 (22)           |
| カーブ         | 33 %     | 80 (129)           | 3 (8)            | -7 (-17)         |
| スライダー     | 15 %     | 81 (131)           | 6 (14)           | -1 (-2)          |
| フォーシーム   | 11 %     | 91 (146)           | -6 (15)          | 7 (17)           |
| チェンジアップ | 4 %      | 83 (133)           | -3 (8)           | 6 (14)           |

MLB.com版ピッチタイプ
| 球種           | 投球割合 | 平均球速 mph (kph) |
| -------------- | -------- | ------------------ |
| カットボール   | 33 %     | 89 (144)           |
| カーブ         | 32 %     | 80 (129)           |
| スライダー     | 16 %     | 81 (131)           |
| フォーシーム   | 15 %     | 90 (145)           |
| チェンジアップ | 3 %      | 83 (133)           |
| ツーシーム     | 0.3 %    | 93 (149)           |
| 不明球         | 0.1 %    | -                  |

## 詳細情報

### 年度別投手成績
| 年 度    | 球 団    | 登 板 | 先 発 | 完 投 | 完 封 | 無 四 球 | 勝 利 | 敗 戦 | セ 丨 ブ | ホ 丨 ル ド | 勝 率 | 打 者 | 投 球 回 | 被 安 打 | 被 本 塁 打 | 与 四 球 | 敬 遠 | 与 死 球 | 奪 三 振 | 暴 投 | ボ 丨 ク | 失 点 | 自 責 点 | 防 御 率 | W H I P |
| -------- | -------- | ----- | ----- | ----- | ----- | -------- | ----- | ----- | -------- | ----------- | ----- | ----- | -------- | -------- | ----------- | -------- | ----- | -------- | -------- | ----- | -------- | ----- | -------- | -------- | ------- |
| 2014     | ARI      | 10    | 9     | 0     | 0     | 0        | 1     | 6     | 0        | 0           | .143  | 238   | 52.1     | 66       | 7           | 17       | 1     | 0        | 48       | 0     | 1        | 36    | 32       | 5.50     | 1.59    |
| 2015     | LAD      | 21    | 21    | 0     | 0     | 0        | 6     | 6     | 0        | 0           | .500  | 466   | 109.1    | 104      | 11          | 45       | 3     | 1        | 98       | 6     | 1        | 49    | 44       | 3.62     | 1.36    |
| 2016     | LAD      | 6     | 6     | 0     | 0     | 0        | 1     | 4     | 0        | 0           | .200  | 122   | 27.2     | 33       | 7           | 9        | 1     | 2        | 25       | 0     | 0        | 21    | 21       | 6.83     | 1.52    |
| 2017     | TOR      | 11    | 5     | 0     | 0     | 0        | 0     | 3     | 0        | 0           | .000  | 196   | 41.1     | 48       | 9           | 27       | 0     | 3        | 39       | 3     | 0        | 32    | 29       | 6.31     | 1.81    |
| 2018     | ロッテ   | 20    | 20    | 2     | 1     | 0        | 13    | 2     | 0        | 0           | .867  | 477   | 117.2    | 100      | 7           | 43       | 1     | 1        | 84       | 0     | 0        | 44    | 40       | 3.06     | 1.22    |
| 2019     | ロッテ   | 20    | 20    | 0     | 0     | 0        | 4     | 6     | 0        | 0           | .400  | 465   | 103.0    | 105      | 14          | 52       | 0     | 5        | 86       | 3     | 0        | 61    | 53       | 4.63     | 1.52    |
| MLB：4年 | MLB：4年 | 48    | 41    | 0     | 0     | 0        | 8     | 19    | 0        | 0           | .296  | 1022  | 230.2    | 251      | 34          | 98       | 5     | 6        | 210      | 9     | 2        | 138   | 126      | 4.92     | 1.51    |
| NPB：2年 | NPB：2年 | 40    | 40    | 2     | 1     | 0        | 17    | 8     | 0        | 0           | .680  | 942   | 220.2    | 205      | 21          | 95       | 1     | 6        | 170      | 3     | 0        | 105   | 93       | 3.79     | 1.36    |

- 各年度の太字はリーグ最高

### タイトル
NPB
- 最高勝率：1回（2018年）

### 表彰
NPB
- 月間MVP：1回（投手部門：2018年6月）

### 記録

#### NPB
初記録
投手記録
- 初登板・初先発登板・初勝利・初先発勝利：2018年3月31日、対東北楽天ゴールデンイーグルス2回戦（ZOZOマリンスタジアム）、6回2/3 1失点
- 初奪三振：同上、2回表に嶋基宏から見逃し三振
- 初完投勝利・初完封勝利：2018年6月16日、対読売ジャイアンツ2回戦（ZOZOマリンスタジアム）、9回4被安打

打撃記録
- 初打席：2018年6月10日、対阪神タイガース3回戦（阪神甲子園球場）、3回表に髙橋遥人から投前犠打

その他の記録
- 外国人投手によるシーズン11連勝：2018年5月4日 - 7月21日 ※NPBタイ記録[25]
- 11戦11勝（同上） ※史上10人目、外国人投手初[25]
- オールスターゲーム出場：1回（2018年）

### 背番号
- 49（2014年、2017年）
- 46（2015年 - 2016年）
- 86（2018年 - 2019年）
- 27（2021年）